# Eris rufa
Eris rufa là một loài nhện trong họ Salticidae.
Loài này thuộc chi Eris. Eris rufa được Carl Ludwig Koch miêu tả năm 1846.